# Nothophryne
Nothophryne – rodzaj płazów bezogonowych z podrodziny Cacosterninae w rodzinie Pyxicephalidae.

## Zasięg występowania
Rodzaj obejmuje gatunki występujące w południowym Malawi i północnym Mozambiku.

## Systematyka

### Etymologia
Nothophryne: gr. νοθος nothos „fałszywy, podrobiony”; φρυνη phrunē, φρυνης phrunēs „ropucha”.

### Podział systematyczny
Do rodzaju należą następujące gatunki:
- Nothophryne baylissi Conradie, Bittencourt-Silva, Farooq, Loader, Menegon & Tolley, 2018
- Nothophryne broadleyi Poynton, 1963
- Nothophryne inagoensis Conradie, Bittencourt-Silva, Farooq, Loader, Menegon & Tolley, 2018
- Nothophryne ribauensis Conradie, Bittencourt-Silva, Farooq, Loader, Menegon & Tolley, 2018
- Nothophryne unilurio Conradie, Bittencourt-Silva, Farooq, Loader, Menegon & Tolley, 2018